# Línea 3 (Urbanos de Móstoles)
La línea 3 de la red de autobuses urbanos de Móstoles une el Polígono Industrial Las Nieves con Pradillo.

## Características
Esta línea tiene como finalidad unir el Polígono Industrial Las Nieves con el centro de Móstoles y la estación de Pradillo. Además, existen expediciones de refuerzo entre Pradillo y la estación de Móstoles-El Soto. No presta servicio en fines de semana ni festivos.
Es gestionada por el Consorcio Regional de Transportes de Madrid y comisionada por la empresa Arriva Madrid.

### Frecuencias
| Lunes a viernes laborables                  |
| A 6ː30 - 7ː30 - 8ː30 - 9ː30 - 12ː30 - 13ː30 |
| 14ː30 - 15ː30 - 18ː30 - 19ː30 - 20ː30       |
| REFUERZOS MÓSTOLES-EL SOTO > PRADILLO       |
| De 10:15 a 11:45 cada 30 minutos            |
| De 16:15 a 17:45 cada 30 minutos            |
| De 21:15 a 22:15 cada 30 minutos            |

| Lunes a viernes laborables                  |
| A 6ː00 - 7ː00 - 8ː00 - 9ː00 - 12ː00 - 13ː00 |
| 14ː00 - 15ː00 - 18ː00 - 19ː00 - 20ː00       |
| REFUERZOS PRADILLO > MÓSTOLES-EL SOTO       |
| De 10:00 a 11:30 cada 30 minutos            |
| De 16:00 a 17:30 cada 30 minutos            |
| De 21:00 a 22:00 cada 30 minutos            |

## Recorrido y paradas

### Sentido Móstoles Pradillo
| Código | Parada                                      | Común con         | Conexiones con Metro y Cercanías |
| ------ | ------------------------------------------- | ----------------- | -------------------------------- |
| 18550  | Peñalara - Peña Rubia                       |                   |                                  |
| 18549  | Av. Nieves - Puerto Cruz Verde              |                   |                                  |
| 18547  | C.º Manzanos - Pol. Ind. Las Nieves         |                   |                                  |
| 18545  | Av. Ramón Sagra - Federico Cantero Villamil |                   |                                  |
| 18543  | Agustín Betancourt - Centro Investigación   |                   |                                  |
| 11355  | Granada - Est. Móstoles El Soto             | 519 519A 524 529H | Móstoles-El Soto                 |
| 12452  | Pintor Velázquez - Av. Olímpica             | 6 522 524         |                                  |
| 11361  | Pintor Velázquez - Parque de El Soto        | 6 522 524         |                                  |
| 08619  | Pintor Velázquez - Av. Iker Casillas        | 5 522 524 526     |                                  |
| 08617  | Pintor Velázquez - Larra                    | 5 522 524 526     |                                  |
| 09703  | Pintor Velázquez - Colegio                  | 5 522 526         |                                  |
| 08597  | Alfonso XII - Dos de Mayo                   |                   | Hospital de Móstoles             |
| 09705  | Coronel de Palma - Alfonso XIII             | 1                 |                                  |
| 08599  | Coronel de Palma - Centro de Salud          | 1                 |                                  |
| 08601  | Av. Dos de Mayo - Huesca                    | 1 2 519 520 521   |                                  |
| 08573  | Juan XXIII - Residencia                     | 2 519 520 521     | Pradillo                         |

### Sentido Pol. Ind. Las Nieves
| Código | Parada                                      | Común con         | Conexiones con Metro y Cercanías |
| ------ | ------------------------------------------- | ----------------- | -------------------------------- |
| 08573  | Juan XXIII - Residencia                     | 2 519 520 521     | Pradillo                         |
| 08574  | Alcalde Zalamea - Parque Dos de Mayo        | 2 520 521         |                                  |
| 08575  | P.º Arroyomolinos - Huesca                  | 2 520 521         |                                  |
| 08576  | P.º Arroyomolinos - Parque La Paz           | 1 2 520 521       | Hospital de Móstoles             |
| 05190  | Alfonso XII - Río Tormes                    | 2 520 521         |                                  |
| 08630  | Pintor Velázquez - Colegio                  | 5 522 526         |                                  |
| 08618  | Pintor Velázquez - Larra                    | 5 522 524 526     |                                  |
| 08625  | Pintor Velázquez - Av. Iker Casillas        | 5 522 524 526     |                                  |
| 11362  | Pintor Velázquez - Parque de El Soto        | 6 522             |                                  |
| 12451  | Pintor Velázquez - Granada                  | 6 522 524         |                                  |
| 08623  | Granada - Est. Móstoles El Soto             | 519 519A 524 529H | Móstoles-El Soto                 |
| 18542  | Agustín Betancourt - Centro Investigación   |                   |                                  |
| 18544  | Av. Ramón Sagra - Federico Cantero Villamil |                   |                                  |
| 18546  | C.º Manzanos - Pol. Ind. Las Nieves         |                   |                                  |
| 18548  | Av. Nieves - Puerto Canencia                |                   |                                  |
| 18550  | Peñalara - Peña Rubia                       |                   |                                  |